# Jocs Insulars de 2007
Els Jocs Insulars de 2007 es van disputar a l'illa de Rodes entre el 30 de juny i el 6 de juliol amb la participació de 25 seleccions competint en 15 esports. Va ser la XII edició dels Jocs Insulars.

## Esports
Els 15 esports triats per la XII edició van ser:
| - Atletisme - Basquetbol - Ciclisme - Futbol - Golf | - Judo - Natació - Tennis - Tennis de taula - Tir amb arc | - Tir olímpic - Triatló - Vela - Voleibol - Windsurf |

## Medaller
Medaller als Jocs insulars 2009
|    | Illa                    | Or | Argent | Bronze | T  |
| 1  | Jersey                  | 30 | 35     | 28     | 93 |
| 2  | Rodes                   | 26 | 16     | 17     | 59 |
| 3  | Illes Fèroe             | 24 | 19     | 12     | 55 |
| 4  | Guernsey                | 23 | 23     | 29     | 75 |
| 5  | Gotland                 | 23 | 21     | 10     | 54 |
| 6  | Illa de Man             | 11 | 15     | 29     | 56 |
| 7  | Menorca                 | 11 | 10     | 10     | 31 |
| 8  | Illes Caiman            | 11 | 7      | 5      | 23 |
| 9  | Bermuda                 | 8  | 13     | 19     | 40 |
| 10 | Illes Åland             | 7  | 8      | 10     | 25 |
| 11 | Saaremaa                | 7  | 6      | 8      | 21 |
| 12 | Illa de Wight           | 6  | 2      | 5      | 13 |
| 13 | Illa del Príncep Eduard | 4  | 5      | 7      | 16 |
| 14 | Gibraltar               | 4  | 3      | 7      | 14 |
| 15 | Ynys Môn                | 3  | 1      | 1      | 5  |
| 16 | Illes Shetland          | 2  | 11     | 2      | 15 |
| 17 | Groenlàndia             | 1  | 2      | 0      | 3  |
| 18 | Hèbrides Exteriors      | 1  | 1      | 4      | 6  |
| 19 | Hitra                   | 1  | 0      | 0      | 1  |
| 20 | Sark                    | 0  | 1      | 2      | 3  |
| 21 | Orkney                  | 0  | 0      | 4      | 4  |
| 22 | Alderney                | 0  | 0      | 0      | 0  |
| 22 | Illes Malvines          | 0  | 0      | 0      | 0  |
| 22 | Frøya                   | 0  | 0      | 0      | 0  |
| 22 | Santa Helena            | 0  | 0      | 0      | 0  |

## Menorca
L'illa de Menorca va participar per primera vegada als Jocs Insulars i en aquesta edició va aconseguir 11 medalles d'or, 10 d'argent i 10 de bronze.
| Esport      | Modalitat                       | Esportista          | Med.      |
| ----------- | ------------------------------- | ------------------- | --------- |
| Atletisme   | 400m tanques femení             | Àngela López        | Med 1.png |
| Atletisme   | 5000 metres masculí             | Carles Truyol       | Argent    |
| Atletisme   | 3000 metres Steplechase masculí | Carles Truyol       | Argent    |
| Basquetbol  | Femení                          | Menorca             | Or        |
| Basquetbol  | Masculí                         | Menorca             | Or        |
| Ciclisme    | Mountain Bike criterium         | Xavier Mascaró      | Argent    |
| Ciclisme    | Mountain Bike cross country     | Diego Escudero      | Argent    |
| Judo        | 48 kg. femení                   | Miriam Olives       | Argent    |
| Judo        | -57 kg. femení                  | Maria Luaña         | Argent    |
| Judo        | -100 kg. masculí                | Bruno Sánchez Arnau | Bronze    |
| Judo        | 66 kg. masculí                  | Enric Bagur         | Bronze    |
| Tennis      | Dobles femení                   | Casasnovas-Moll     | Or        |
| Tennis      | Equips femení                   | Menorca             | Argent    |
| Tennis      | Individual masculí              | Aaron Ferro         | Bronze    |
| Tennis      | Dobles mixtes                   | Cardovia-Seguí      | Bronze    |
| Tennis      | Individual femení               | Laura Moll          | Bronze    |
| Tir olímpic | Automatic Ball Trap             | Menorca             | Or        |
| Tir olímpic | Automatic Ball Trap             | Joan Josep Marquès  | Or        |
| Tir olímpic | Automatic Ball Trap             | Joan Manuel Bagur   | Argent    |
| Tir olímpic | Olympic trap                    | Menorca             | Or        |
| Tir olímpic | Olympic trap                    | Joan Manuel Bagur   | Or        |
| Tir olímpic | Olympic trap                    | Joan Josep Marquès  | Argent    |
| Vela        | Laser Radial                    | Paco Arnan          | Bronze    |
| Vela        | Laser Standard                  | Vicenç Marí         | Bronze    |
| Vela        | Equips                          | Menorca             | Bronze    |
| Voleibol    | Volei platja masculí            | Menorca             | Or        |
| Voleibol    | Voleibol femení                 | Menorca             | Bronze    |
| Windsurf    | Equips                          | Menorca             | Or        |
| Windsurf    | Masculí                         | Jonathan Dunnett    | Or        |
| Windsurf    | Masculí                         | Marc Riera          | Argent    |
| Windsurf    | Maculí                          | Bernat Coll         | Bronze    |